# Inname van Rotterdam (1488)
De Inname van Rotterdam vond plaats op 18 november 1488 (18e van slachtmaand) tijdens de Jonker Fransenoorlog, de laatste strijd binnen de Hoekse en Kabeljauwse twisten. Jonker Frans van Brederode voer vanuit Sluis met ruim 1000 manschappen naar Rotterdam.

## Verloop
De vloot arriveerde op de ochtend van 17 november op de Maas en reikte tot Delfshaven, een half uur lopen van Rotterdam. Hier stopte de groep en ging voor anker. Na overleg ging Frans van Brederode aan land met aan zijn zijde 850 manschappen. De overige mannen liet hij achter, onder leiding van zijn halfbroer Walraven (de bastaard) van Brederode en Dirk van Hodenpyl. Op de zeedijk die naar Rotterdam liep, werd de groep in twee divisies gesplitst. De eerste met Frans en de heren Jan van Naaldwijk en Cornelis van Treslong aan het hoofd, de tweede werd geleid door Steven van Nieveld en Hendrik Wyts. Voordat het pad vervolgd werd, sprak Jonker Frans zijn mensen moed in en zei dat deze actie belangrijk was voor het behoud van hun volk. De manschappen trokken toen richting Schiedamse Poort, de eerste groep hield zich op ter hoogte van die poort, tussen het riet verscholen, aan de tweede groep gaf Frans orders om enkele meters ten noordwesten van de stad een gracht over te steken (hedendaagse Coolsingel "veste") en de laagste muur te beklimmen (nabij de "Jan Vettentoren") om van daaruit de Schiedamse Poort van binnenuit te openen.

### Inname
Deze actie werd met snelheid en in stilte succesvol uitgevoerd. De wacht bij de poort had geen weerstand kunnen bieden door deze verrassende aanval. De poort werd geopend en de mannen van Frans van Brederode konden zonder enig bloedvergieten de stad in komen. Een kleine groep zou zich gericht hebben op de naast gelegen burcht "Bulgersteyn", een op dat moment slot ruïne met drie zware torens. Van Brederode liet zijn troepen opnieuw in tweeën splitsen en zo de stad in trekken. De ene groep ging langs de Maaswal (ter hoogte van het hedendaagse Blaak) richting de stadshaven waar de wacht uit acht man bestond. Deze gooiden hun wapens neer en besloten te vluchten. Vervolgens kwam de groep bij de Blauwen toren die door 12 mannen werd bewaakt. Deze wierpen hun wapens ook neer en de Hoekse stoet trok via de Roodenbrug naar de oostkant van de stad waar bij de Utrechtse aanlegplaats een stenen sterkte stond, het meest zwaarbewaakte punt van de stad. Van Brederode was van plan om deze sterkte bij verrassing in te nemen en niet domweg aan te vallen, ook was hij bevreesd dat iemand de nog slapende bevolking in rep en roer zou brengen, omdat hij de Schiedamse poort en Blauwen toren onbewaakt achtergelaten had. De stenen sterkte werd binnen een uur veroverd met een simpel man-tegen-mangevecht, zonder enig bloedvergieten. De tweede groep ging via de Spuiwal (ter hoogte van de hedendaagse Noordsingel) naar het marktplein, dat compleet onbewaakt werd aangetroffen. Daar werden 150 man gestationeerd, waarna de rest verder trok naar het stadhuis, dat zonder slag of stoot werd ingenomen.
In drie uur tijd werd Rotterdam zonder bloedvergieten ingenomen. De volgende ochtend werd de burgers bekendgemaakt dat ze vanaf nu onder bescherming stonden van Jonker Frans van Brederode.

## Nasleep
De hoogste ambtsbekleder in Rotterdam was op dat moment baljuw Willem van Reimerswaal, die met zijn vrouw Lyda van der Does op tijd wist te ontsnappen en niks meer kon doen om de inname te verijdelen. In de Rotterdamse haven lagen allemaal schepen afkomstig uit Keulen, Frankrijk, Engeland en Oost-Europa, gevuld met wijn, tarwe, koren en diverse andere spullen. Van Brederode nam deze spullen in beslag, maar hield niks voor zichzelf. Hij verdeelde dit onder de burgerbevolking, wat hem sympathie opleverde.
1418: Inname door Jan van Beieren ·
1488: Inname door Jonker Frans ·
1489: Beleg door Maximiliaan van Oostenrijk ·
1572: Bestorming door Bossu ·
1621: Oproer van Rotterdam ·
1690: Oproer van Rotterdam ·
1759: Oproer van Rotterdam ·
1783-1784: Oproer van Rotterdam ·
1787: Oproer door Pruisische troepen ·
1940: Strijd om de Maasbruggen · Bombardement op Rotterdam